# Willem Gerard van Nouhuys
Willem Gerard van Nouhuys (Zaltbommel, 1854 – L'Aia, 1914) è stato uno scrittore olandese.
Fu autore delle opere di vario genere Saggi letterari (1894), I solitari (1893) e Il pesce rosso (1895).